# Cardiaco (cómic)
Cardiaco (Elias Wirtham) es un personaje ficticio, un vigilante antihéroe que aparece en los cómics estadounidenses publicados por Marvel Comics.

## Historial de publicación
Creado por el escritor David Michelinie y el dibujante Erik Larsen, apareció por primera vez como Elias Wirtham en The Amazing Spider-Man # 342 (diciembre de 1990) y como Cardiaco en The Amazing Spider-Man #344 (febrero de 1991).

## Biografía del personaje ficticio
Wirtham es un médico y cirujano, y el propietario y administrador de una empresa de investigación biológica. Elias Wirtham es impulsado por la muerte de su hermano para investigar las prácticas médicas que salvan vidas. La muerte de su hermano Joshua fue el resultado de la codicia corporativa, que tenía preparada una cura para su afección, pero no distribuyó el medicamento debido a que no era un momento "rentable" para ellos, de ahí su motivación contra las corporaciones. Como parte de su investigación, Elias reemplaza su corazón con un reactor de partículas beta, que suministra energía a todo su cuerpo, además de una malla de tejido de vibranium debajo de su piel. Esta energía, canalizada a través de sus músculos, aumenta su velocidad, agilidad y reflejos, y también puede ser disparada a través de sus puños o el personal de poder que ejerce. Adopta el apodo "Cardíaco" en referencia a la fuente de su poder.

### Reanudando la lucha
Cardiaco se convierte en un vigilante, creyéndose un instrumento de justicia. Primero se encuentra con Spider-Man mientras asalta Sapridyne Chemicals, una compañía propiedad de Justin Hammer, que posee químicos vitales para la producción de cocaína. Hammer contrata al Rhino para matar a Cardiaco por atacar a su compañía, pero Cardiaco derrota al Rhino. Cardiaco luego destruye la casa y la propiedad de Albert Brukner, un corredor corrupto de S & L, y luego atacó a una subsidiaria de Stane International que fabricaba peligrosas muñecas electrónicas para niños. Él invadió a Stane International para destruir los diseños de un misil sónico que producía los efectos del gas nervioso.
Cardiaco se dirige a un cineasta cuya película es indirectamente responsable de que un niño asesine a su familia. Sin embargo, Cardiaco se encuentra incidentalmente con Styx y Stone, y está involuntariamente envuelto en una pelea entre Styx, Stone y Spider-Man. En diferentes momentos luchando contra cada uno de ellos, Cardiac eventualmente coopera con Spider-Man y juntos derrotan a Styx y Stone. Después, Spider-Man intenta contenerlo, pero él se escapa. A continuación luchó Código: Azul. Cardiaco vuelve periódicamente para realizar su versión de la justicia. No dudará en matar criminales, pero a menudo le molesta su conciencia de que tiene que hacerlo. Más tarde, Cardiaco se enfocó en un envío de drogas, y nuevamente se encuentra con Spider-Man. Después de derrotar al héroe, él destruye el envío, diciendo que no estaba "allí para destruir a un héroe equivocado". Cardiaco ayuda a NightWatch a acabar con la corporación corrupta que le otorgó sus poderes. Cardiaco también se enfrenta a Johnny Blaze y Ghost Rider durante la misión de Blaze de rescatar a su hijo desaparecido de una corporación malvada. Cuando aparentemente, Wolverine sufre un alboroto después de haber caído bajo la influencia de un extraterrestre, Cardiac es uno de los muchos superhéroes que intentan detenerlo. El emparejamiento con Solo no ayuda, ya que ambos son derrotados rápidamente. Wolverine gira el arma de Cardiaco en un edificio cercano. Cardiaco está aturdido y enterrado bajo varios grandes trozos de mampostería.

### La Iniciativa
Elias fue catalogado como un "recluta potencial" para el programa de Iniciativa, de acuerdo con Guerra Civil: Informe de Daño de Batalla.

### Miedo Encarnado
Durante la historia de Miedo Encarnado, Cardiaco se ocupa del miedo y el caos en su área cuando se encuentra con Charles Davies, CEO de Jerixo Healthcare, e intenta ayudar a su hijo que tiene meningitis.

### Trabajando con Superior Spider-Man
Como el Dr. Elias Wirtham, abre el nuevo Hospital de Ayuda de Emergencia y Terapia de Recuperación (H.E.A.R.T.) en el antiguo emplazamiento del antiguo refugio para personas sin hogar de Señor Negativo. Como Cardiaco, ha robado artículos para ayudar a los pacientes que reciben tratamiento allí. En un viaje para "procurar" un dispositivo para ayudar a una niña con daño cerebral grave de "The Boneyard" (una represa policial por artículos de supervillanía confiscados), lucha con el Superior Spider-Man (la mente del Doctor Octopus en el cuerpo de Peter Parker). Debido a la interferencia de Peter con el Doctor Octopus, es capaz de aturdir temporalmente a Spider-Man con una fuerte explosión y escapar con el Escáner Neurolítico (un dispositivo que el Doctor Octopus había inventado para desarrollar su vínculo mental con sus tentáculos), pero no sin estar marcado. por una vieja araña-trazadora. El Dr. Elias Wirtham está preparando el Escáner Neurolítico que previamente robó para escanear el cerebro de su paciente Amy Chen para encontrar un área dañada de su cerebro. Se vuelve difícil debido a la complejidad del dispositivo y Cardiaco responde que el único que puede manejarlo correctamente es Otto Octavius. Cuando el Dr. Elias Wirtham se está preparando para su cirugía, las alarmas de H.E.A.R.T. la clínica se va. Cuando el Dr. Elias Wirtham se convierte en Cardiaco, se da cuenta de que el Spider-Tracer llega cuando Otto llega. Otto exige que Cardiaco entregue el Escáner Neurolítico que Cardiaco se niega a hacerlo. Esto comienza una pelea en el hospital. Mientras Otto intenta defenderse de los ataques, Cardiaco intenta retrasarlo, pero falla. Otto encuentra el Escáner Neurolítico en la cabeza de Amy e incluso intenta recuperarlo, pero Peter se niega a permitir que lo haga hasta que Cardiac logra detenerlo. Otto exige una explicación y Cardiaco revela que cuando Otto intentó matar el planeta con sus Satélites de Calor, no consideró a los que ya estaban enfermos como Amy (cuyos padres murieron en un accidente causado por su plan) y ella apenas sobrevivió al grave daño cerebral. Otto siente remordimiento por esto y decide ayudar a Cardiaco con la cirugía y se ofrece a realizar la cirugía él mismo. Aunque Otto tiene aflicciones menores con la mano, la cirugía es un éxito. Cardiac agradece a Spider-Man por la ayuda y Otto responde que estaba equivocado con él y ofrece su ayuda en cualquier cosa que haga que Cardiaco le permita a Otto tomar prestado el Escáner Neurolítico.
La Dra. Wirtham supervisa la operación de la pierna de la Tía May y le dice que su pierna ahora está completamente curada al finalizar la cirugía. Cuando Otto planea hacer piernas artificiales para Flash Thompson, siendo el primer sujeto de esta operación, el Dr. Wirtham se preocupa por algunos complementos de último momento en el procedimiento. Cuando el Superior Spider-Man recibe al simbionte Venom sobre él y lo pone bajo su control, deja de lado a Cardiaco.
Cuando el Goblin Underground ataca Manhattan, Cardiaco es visto luchando contra los secuaces del Rey Duende. Mientras Cardiaco estaba lejos luchando contra los secuaces del Rey Duende, el Rey Duende tiene la Clínica H.E.A.R.T. explotada.

## Poderes y habilidades
El corazón de Cardiaco ha sido reemplazado quirúrgicamente con un reactor de partículas beta compacto, que otorga poder cardíaco. Tiene la capacidad de canalizar las partículas beta a través de la red neuronal de su piel de malla de vibranium hacia sus músculos, lo que le otorga una fuerza y regeneración sobrehumanas, y una mayor velocidad, agilidad, reflejos y resistencia, y puede canalizar estas partículas a través de objetos externos (como su bastón de pulso y ala delta). Maneja el bastón de su pulso que dispara rayos de fuerza de conmoción en una distintiva firma de energía similar a un pulso, y monta un ala delta de propulsión beta, ambos inventados por Wirtham y sus asociados. Su piel de malla de vibranium también es capaz de detener un par de disparos de bala antes de que la energía de las partículas beta se agote.
Las habilidades administrativas de negocios del Dr. Elias Wirtham le brindan una sólida base de poder con una serie de conexiones con varias empresas. También ha obtenido un título de MD y es un médico y cirujano de renombre.